# سالینا توردا

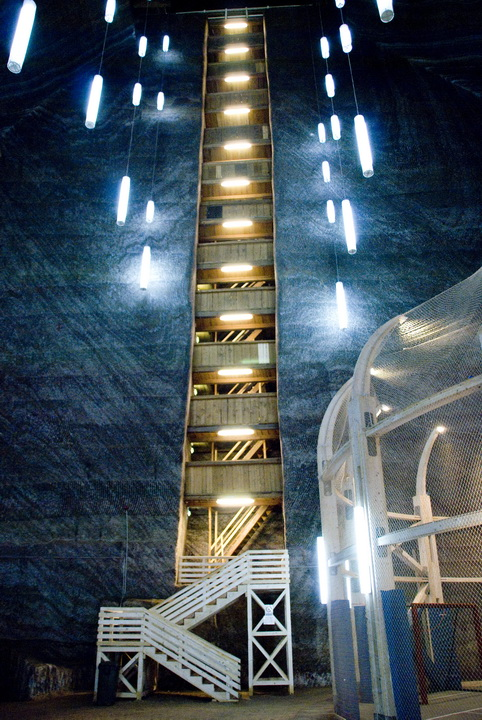
سالن رودولف دارای 80 m طول و 50 m عرض و 40 m ارتفاع است.

سالینا توردا یک معدن نمک واقع در Durgău-Valea منطقه توردا دومین شهر بزرگ شهرستان کلوژ رومانی است. در سال ۱۹۹۲ به روی گردشگران به صورت رسمی بازگشایی شد.
سالینا توردا در روزنامه آنلاین Business Insider در رده اول لیست «جالبترین مکان‌های زیرزمینی در جهان» قرار داده شد.

## تاریخچه
در طول دوران باستان برای اولین بار نمک استخراج شده در این معدن بوده است.

## جاذبه‌های اصلی

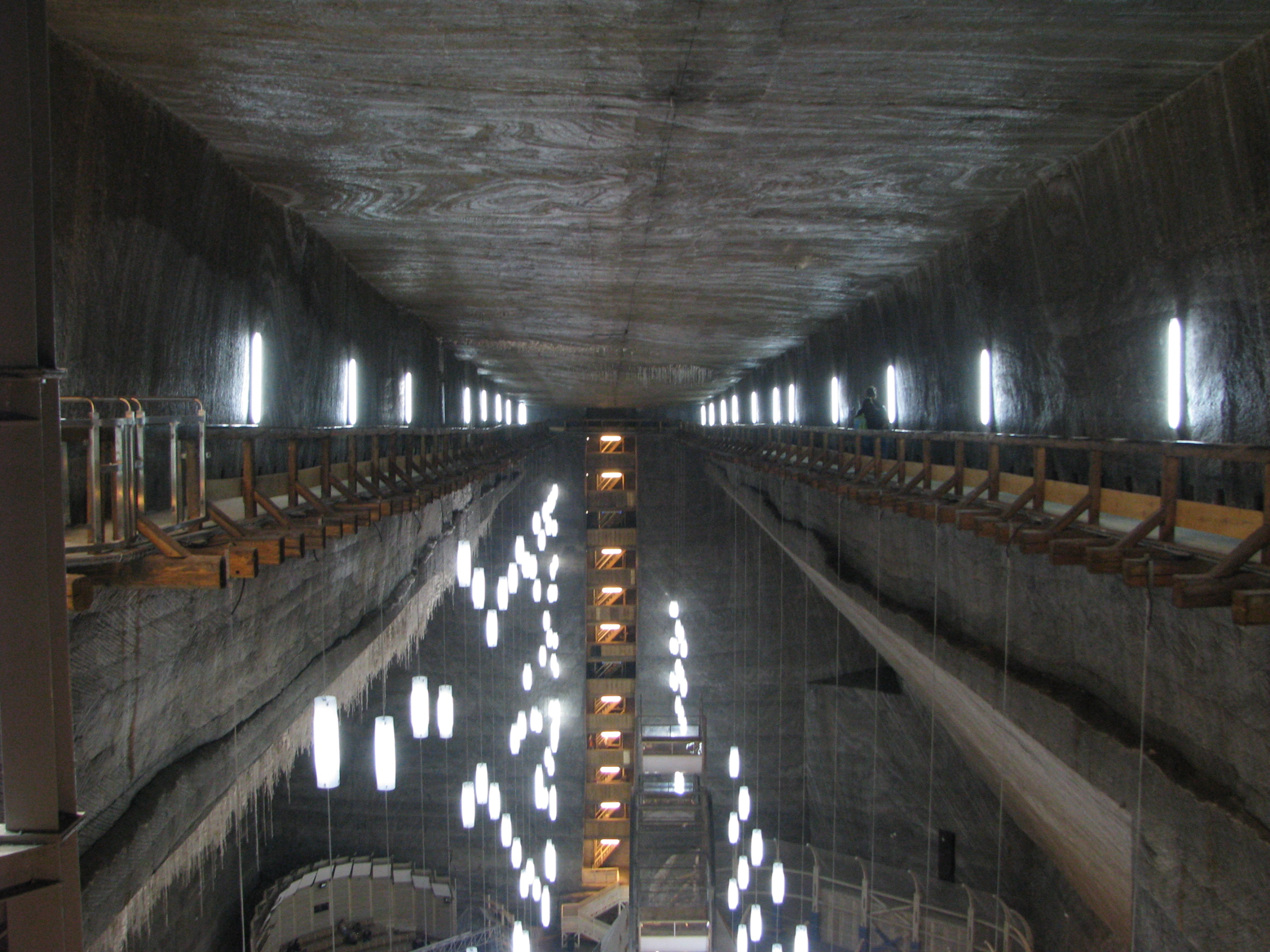
سالن اصلی

### اتاق Crivac

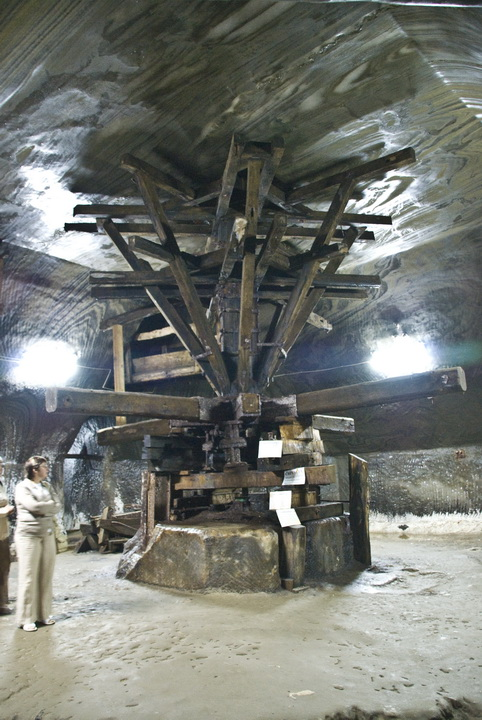

### معدن Terezia

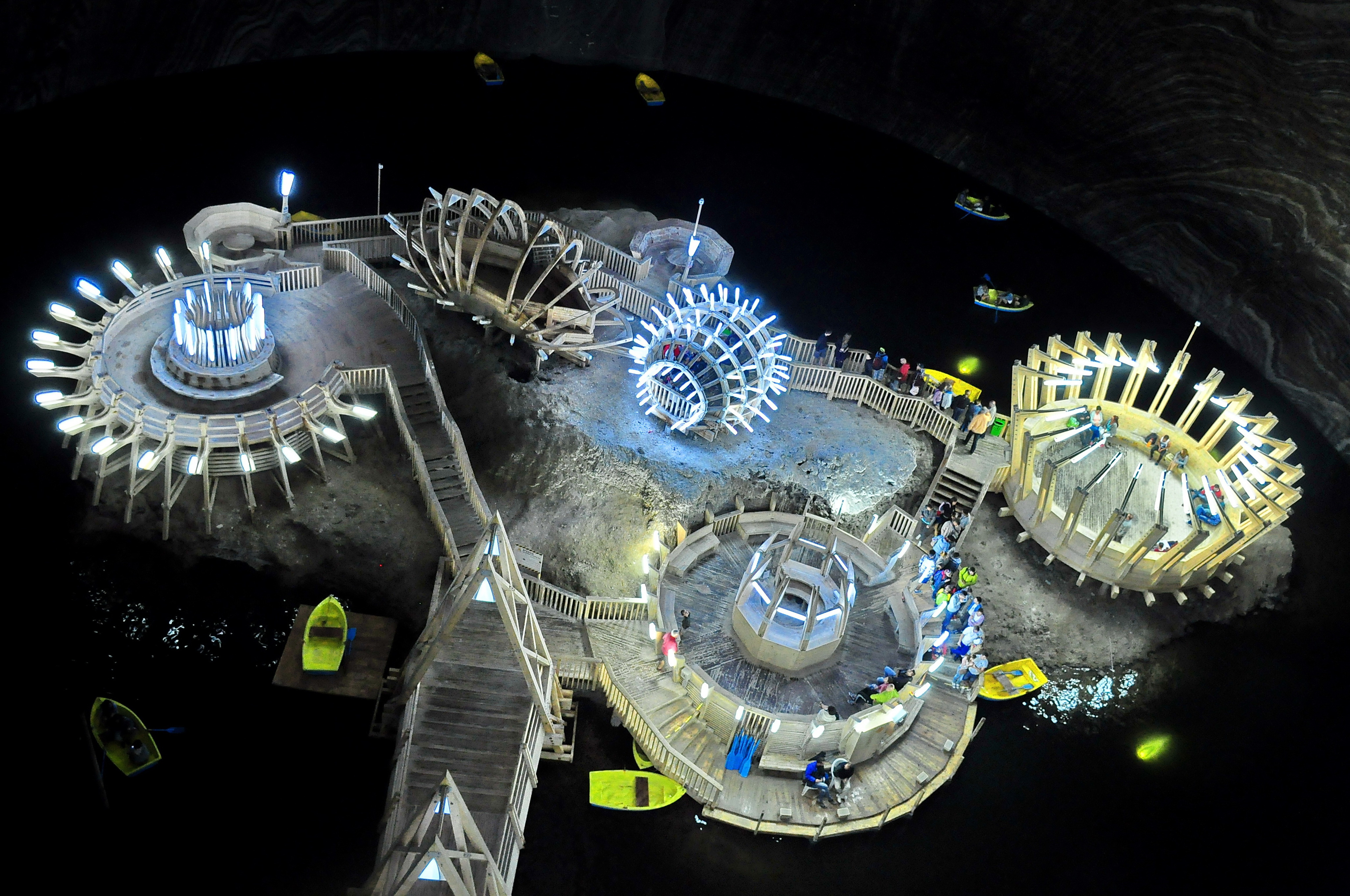
سالینا توردا – نمایی از دریاچه زیرزمینی و سازه‌هایی به شکل بشقاب پرنده

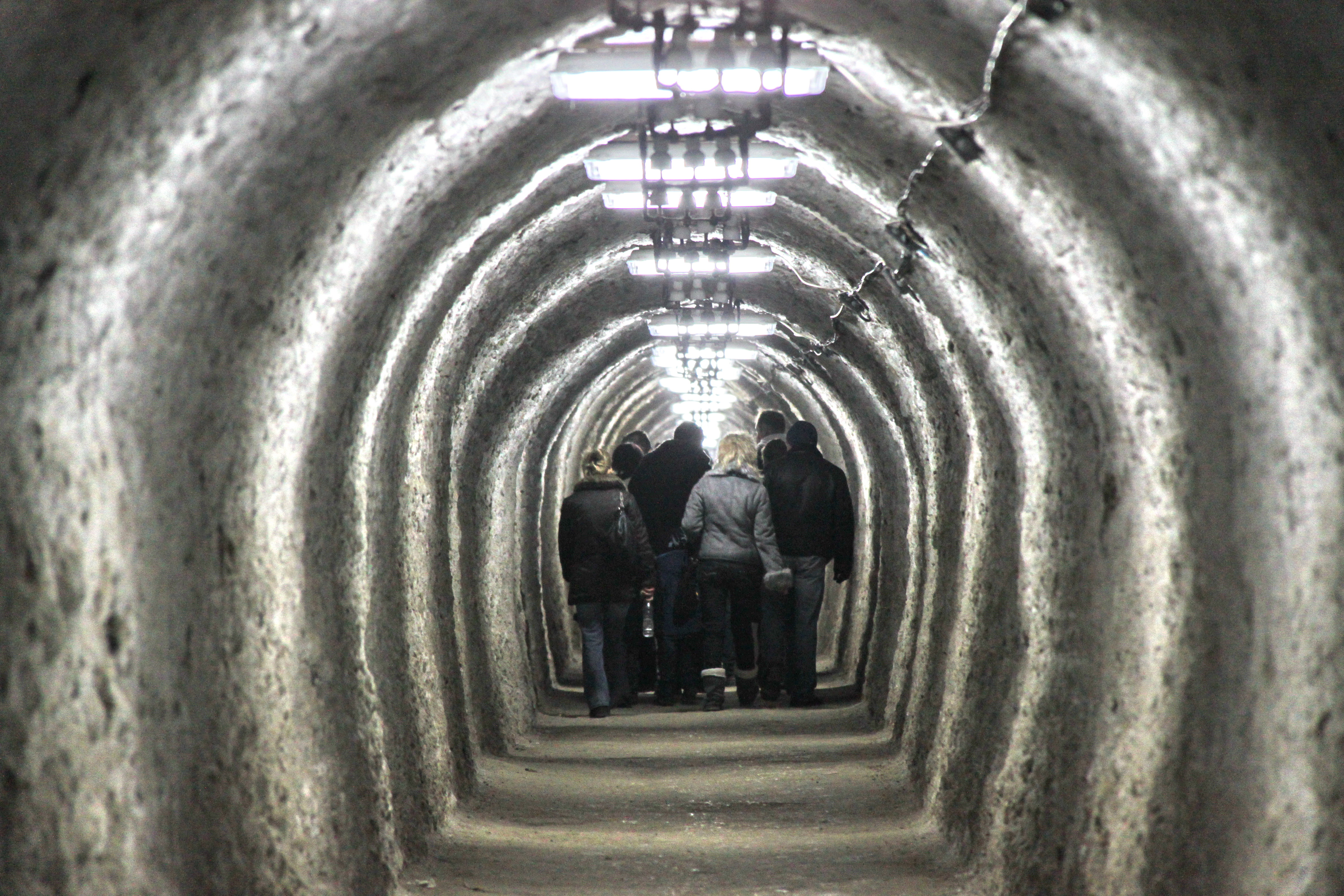
تونل دسترسی

## نگارخانه

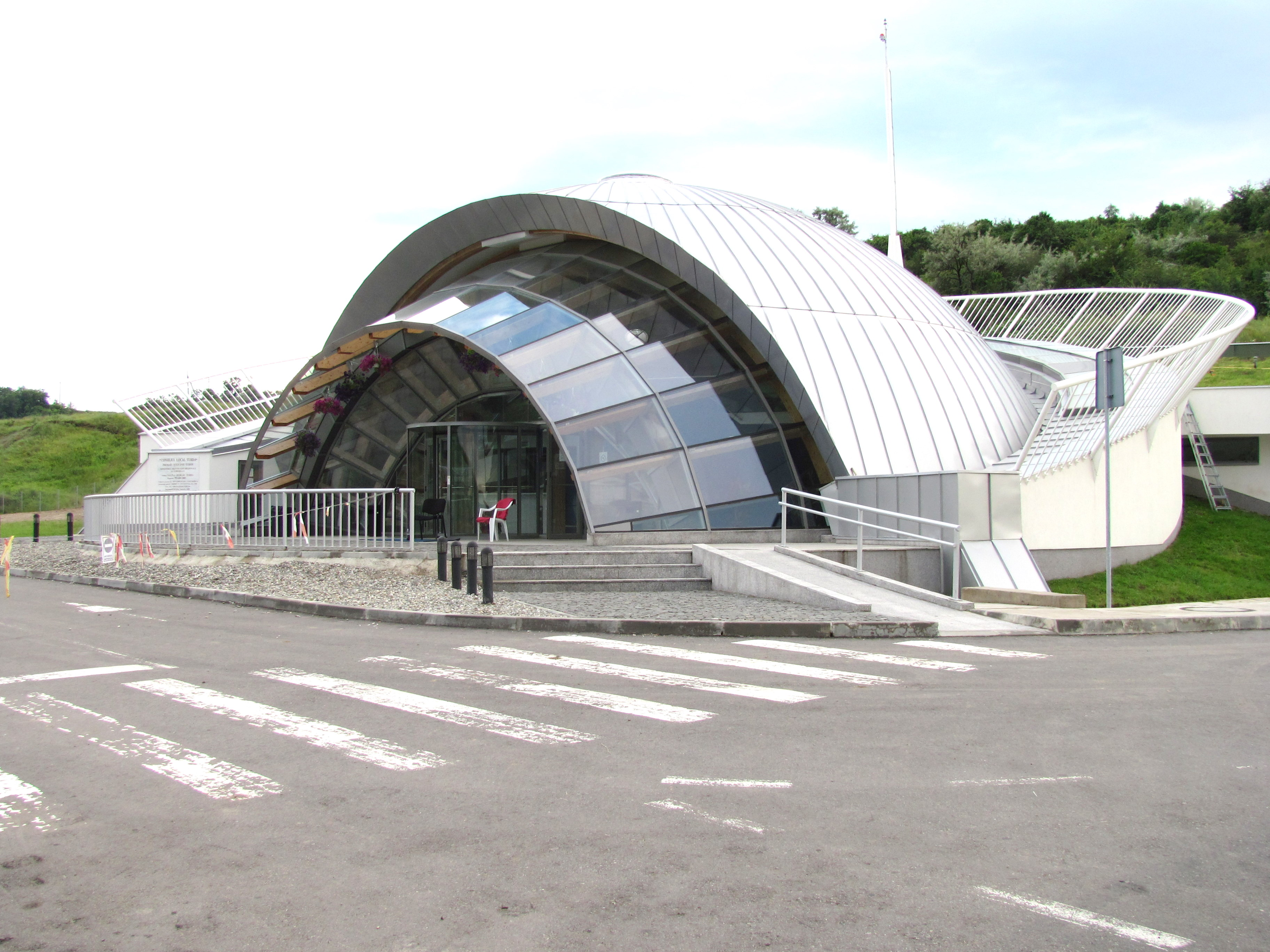
ورودی جدید
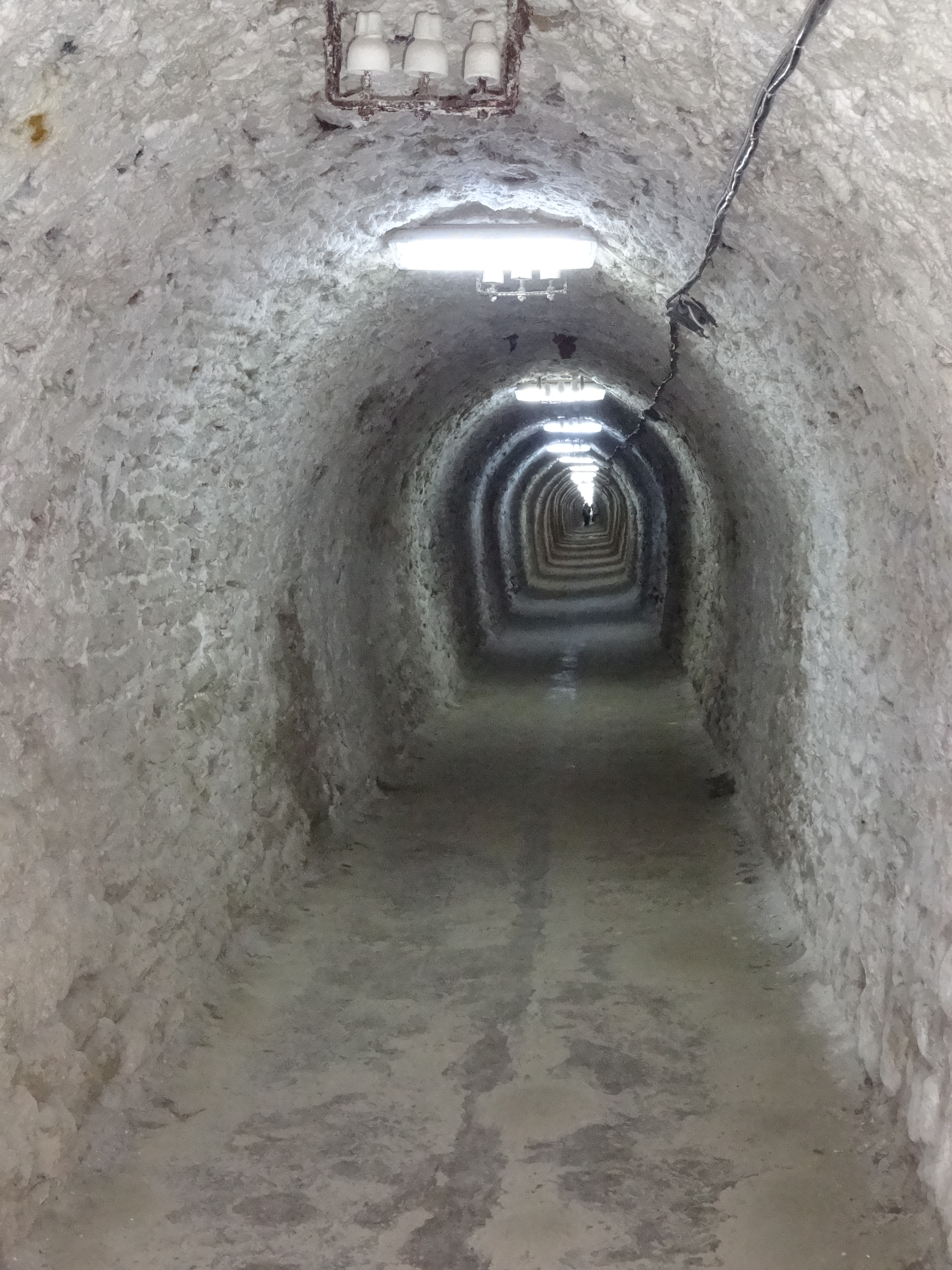
فرانتس یوزف (ورودی قدیمی)
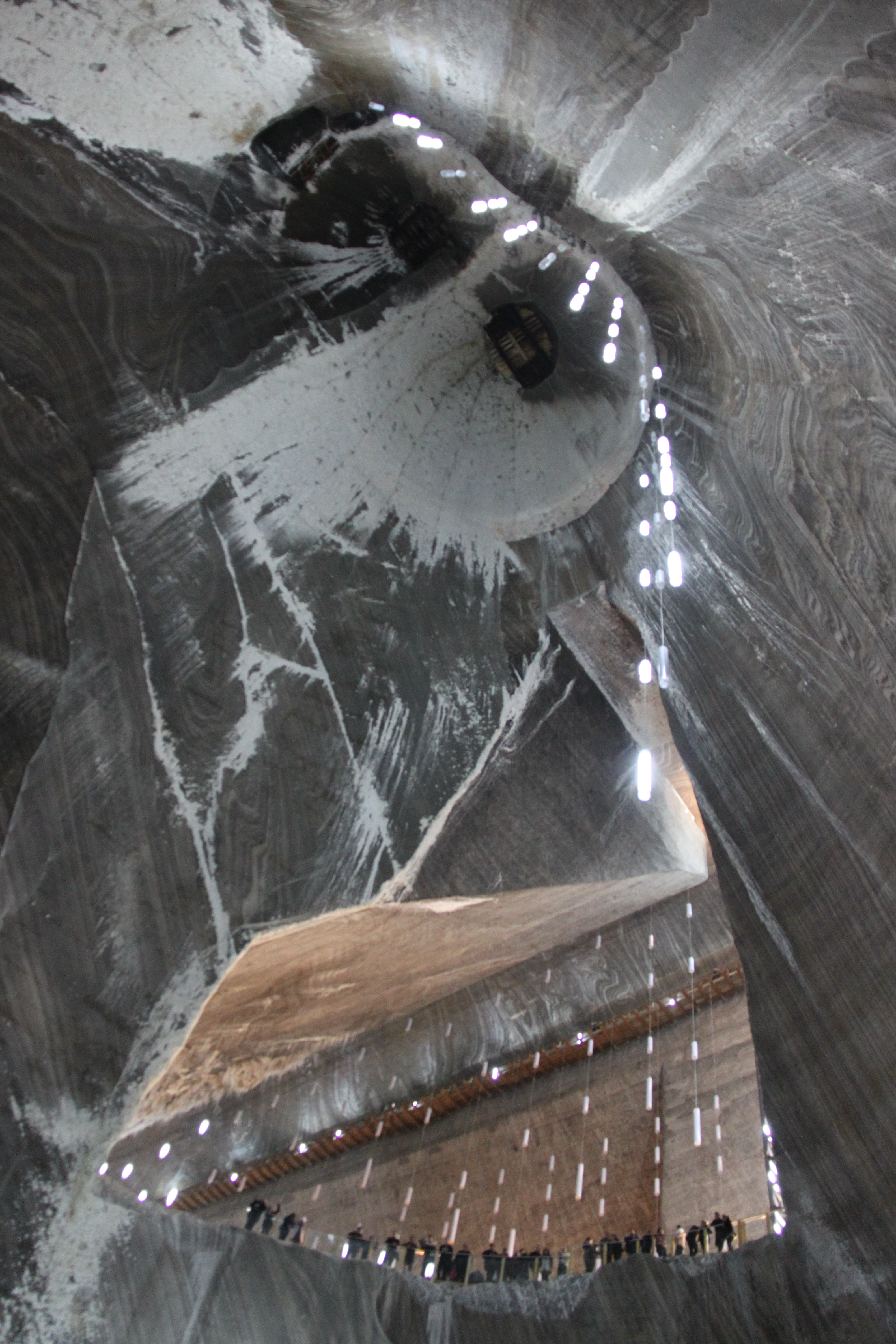
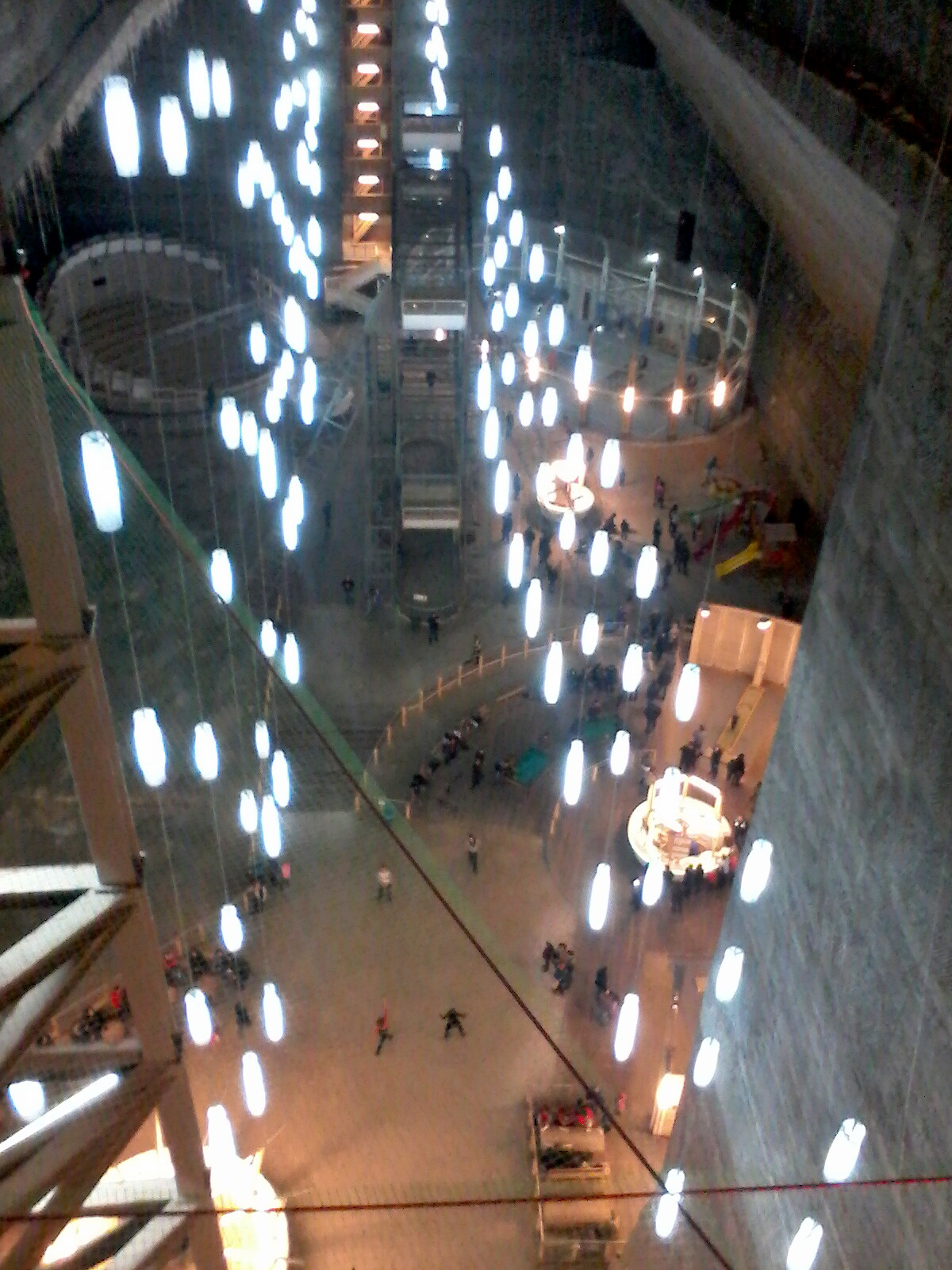
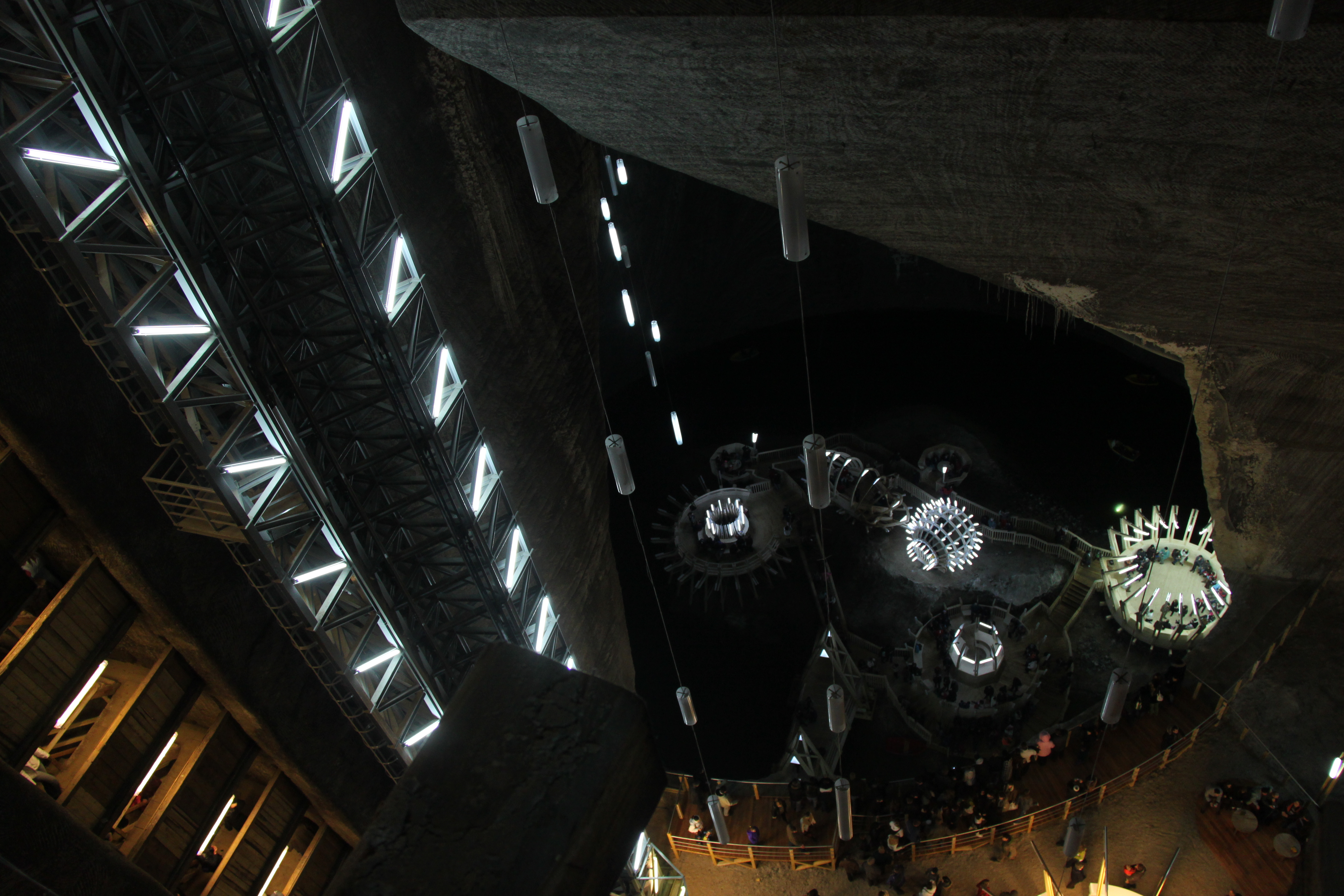
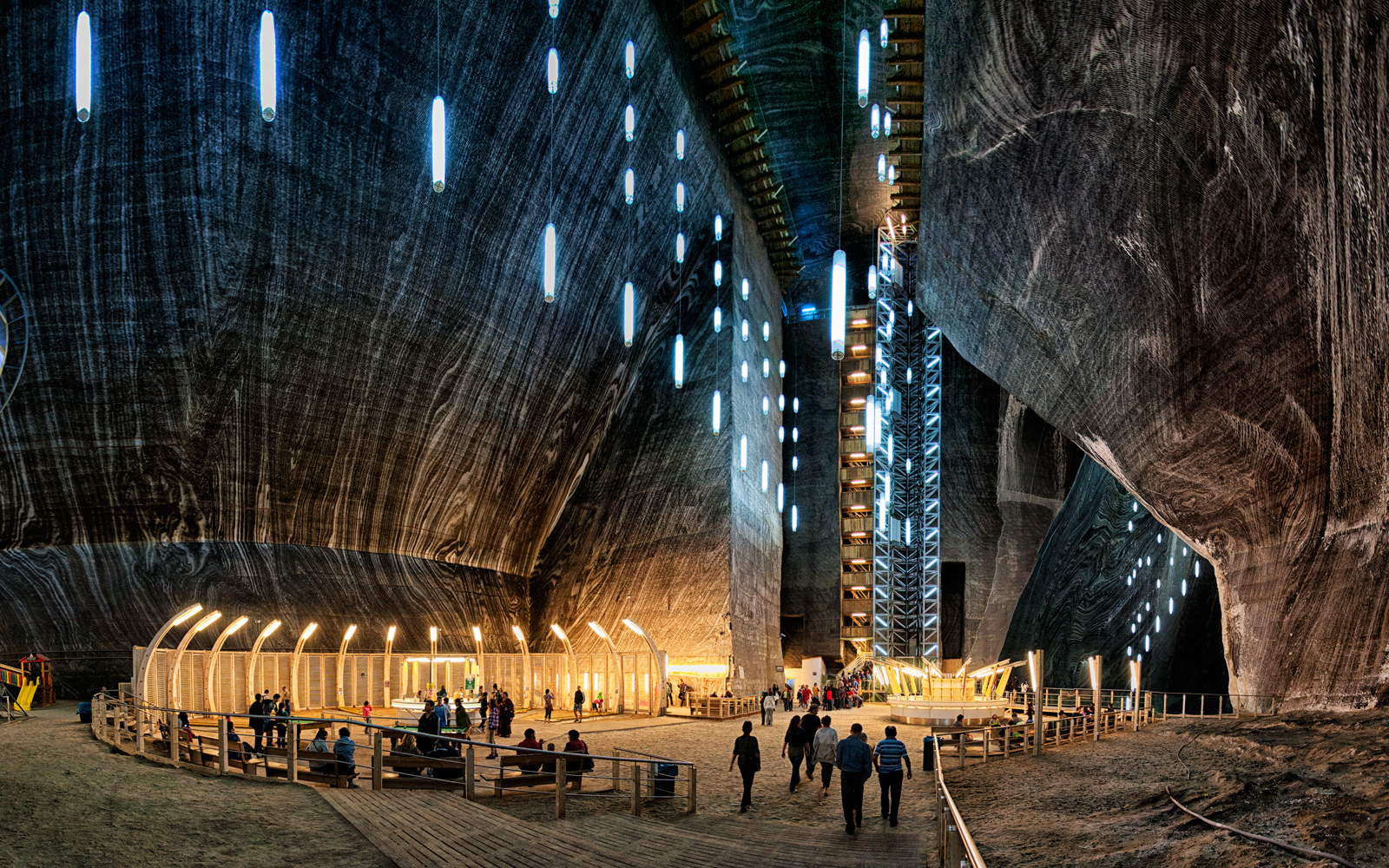
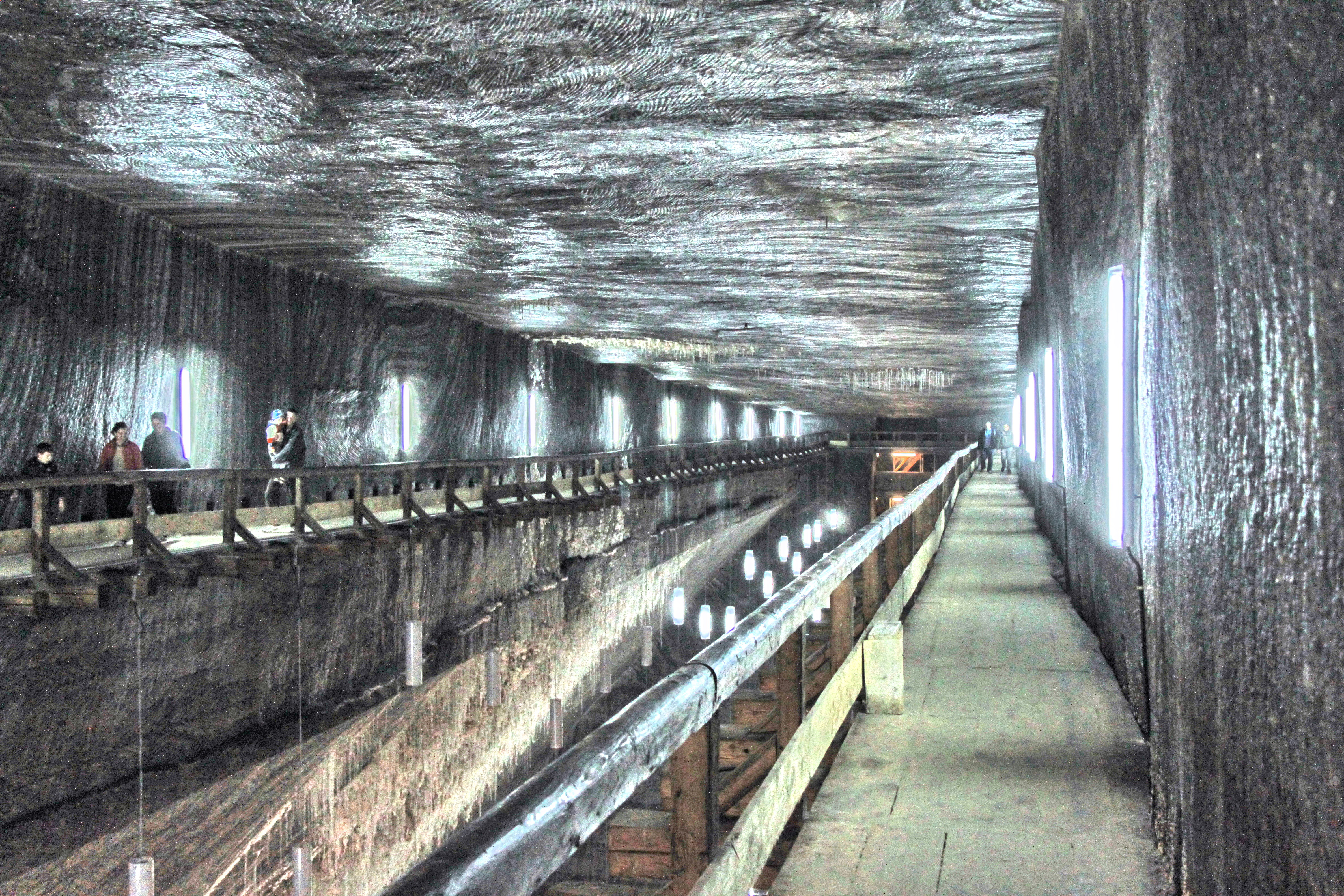